# Mandat de libre accès
Le mandat de libre accès est une politique adoptée par des instituts de recherches, des fondations de recherches ou des gouvernements qui exigent des chercheurs – à l'origine le personnel de recherche des facultés et universités mais également les récipiendaires de bourses et financements – de rendre publique les articles de journaux évalués par les pairs et documents de conférences : soit en les archivant dans un entrepôt de données de recherche institutionnel ou thématique ou en les publiant dans un journal en accès libre,,, ou les deux.
En France, l'article 30 de la loi pour une République numérique adoptée en 2016 facilite l'adoption de politiques pour l'accès ouvert en assurant aux chercheurs le droit d'archiver leurs articles, sous certaines conditions. Cette mesure s'applique aux chercheurs dont le travail a été majoritairement financé par des sources publiques, et concerne « la version finale [du] manuscrit acceptée pour publication ». Le chercheur peut faire valoir ce droit 6 mois après publication en sciences et techniques, et 12 mois en sciences humaines et sociales.